# Rurrenabaque flygplats
Rurrenabaque är en flygplats i Bolivia.   Den ligger i departementet Beni, i den nordvästra delen av landet, 600 km norr om huvudstaden Sucre. Rurrenabaque ligger 204 meter över havet.
Terrängen runt Rurrenabaque är platt åt nordost, men åt sydväst är den kuperad. Runt Rurrenabaque är det mycket glesbefolkat, med 2 invånare per kvadratkilometer.. Närmaste större samhälle är Rurrenabaque, 3,3 km sydväst om Rurrenabaque.
I omgivningarna runt Rurrenabaque växer i huvudsak städsegrön lövskog.